# Filofest
Filofest — міжнародний фестиваль студентського кіно та відео, є першим міжнародним фестивалем у Словенії, який зосереджений на студентському кіно та відео. Фестиваль Filofest відбувається кожні два роки на факультеті мистецтв Університету Любляни з 2006 року. Фестиваль організовують студенти факультету мистецтв, а також інших факультетів університету.
Міжнародний студентський кіно- та відеофестиваль «Філофест» поряд із основною роллю кінофестивалю супроводжується додатковою програмою: лекціями, панельними дискусіями, виставками, світськими зустрічами тощо.
До 2014 року конкурсна частина програми була відкрита виключно для незалежних студентських фільмів, авторами яких були аматори без жодної кіноосвіти. У позаконкурсній частині програми демонструвалися фільми студентів кіноакадемій чи кіношкіл. У 2014 році фестиваль відкрив конкурсну програму для всіх студентських фільмів, але також вручив спеціальну нагороду незалежному студентському фільму. На фестиваль приймаються ігрові, документальні, анімаційні та експериментальні фільми, музичні кліпи.